# بیسکوپیتسه (شهرستان ویلیچکا)
بیسکوپیتسه (به لهستانی:  Biskupice) یک روستا در لهستان است که در گمینا بیسکوپیتسه واقع شده‌است. بیسکوپیتسه ۸۹۰ نفر جمعیت دارد.